# Asota extensa
Asota extensa är en fjärilsart som beskrevs av Rothschild 1897. Asota extensa ingår i släktet Asota och familjen nattflyn. Inga underarter finns listade i Catalogue of Life.